# Кокандське ханство
40°31′43″ пн. ш. 70°56′33″ сх. д. / 40.528611° пн. ш. 70.9425° сх. д.
Кокандське ханство (узб. Qo‘qon Xonligi, Қўқон Хонлиги, قۇقان خانلىگى; кирг. Кокон хандыгы Qoqon xandığı, قوقون حاندىعى; перс. خانات خوقند Xânâte Xuqand) — держава, що існувала з 1709 по 1876 на території сучасних Узбекистану, Таджикистану, Киргизії, південного Казахстану і Сіньцзян-Уйгурського автономного району (Східного Туркестану).
Кокандське ханство поряд з Бухарським еміратом і Хівинським ханством є одним з трьох Узбецьких ханств.

## Історія

### Створення ханства

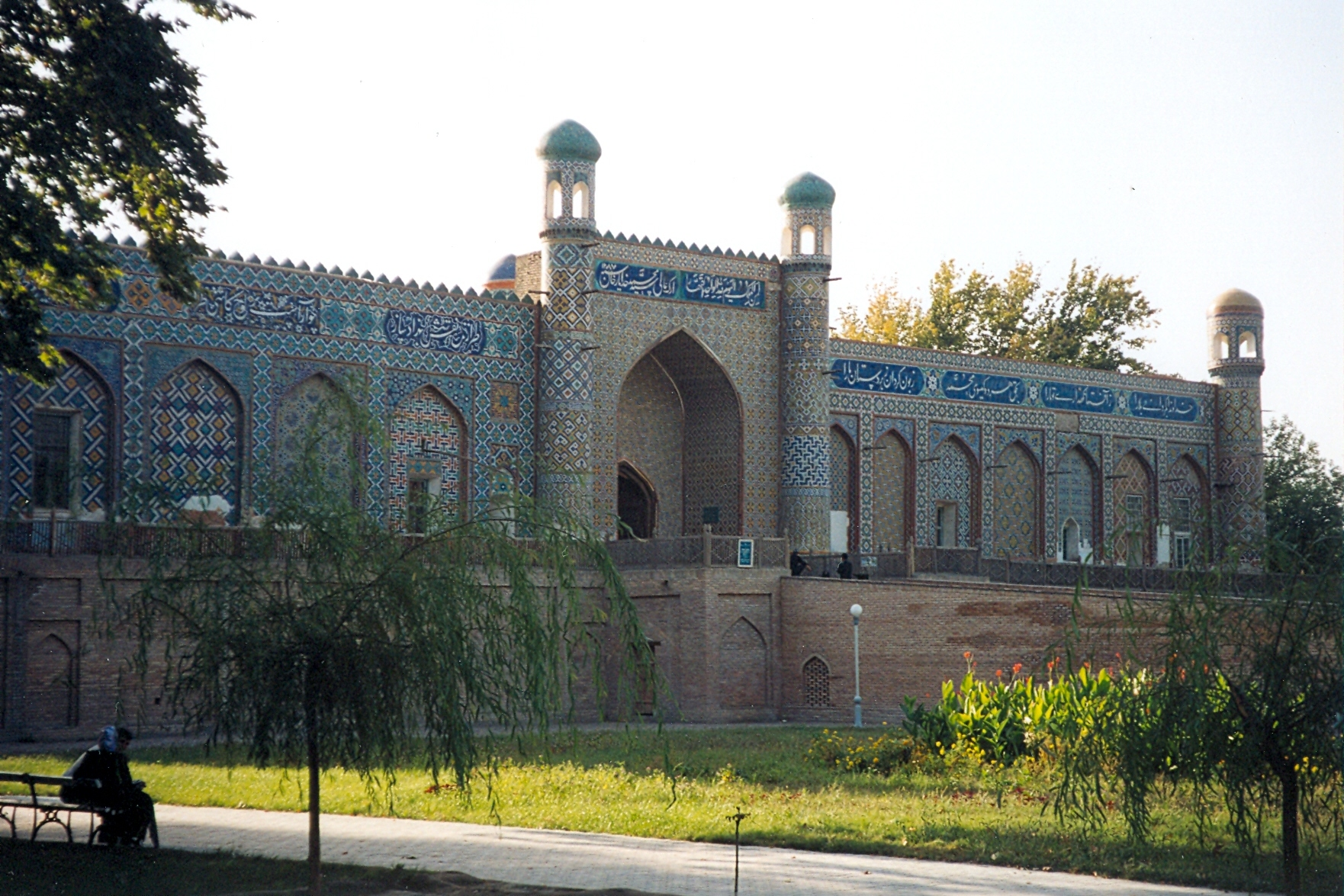
Палац кокандських ханів, Коканд

Ханство засноване в 1709, коли Шахрух-бій з узбецького племені Мінг заснував незалежне князівство в західній частині Ферганської долини. Він збудував фортецю в невеликому місті Коканд, що став столицею ханства.
За місцевими переказами, султан Бабур (правнук Тамерлана) прямував із Самарканда до Індії через Ферганську долину, де одна з його дружин народила хлопчика по дорозі між Ходжентом і Канібадамом; дитині, названій Алтун-башіком (помер у 1545 році), дав притулок узбецький рід Мінг. Коли ж з'ясувалося його походження, Алтун-башік був проголошений бієм і оселився в Асхи. Звання бія стало спадковим у його потомстві.
Один із нащадків Алтун-башіка — Абдурахим-бій — оселився в кишлаку Дикан-Тода, але згодом головним місцем його перебування стало місто Коканд, яке він заснував близько 1732 і яке спочатку називалося Позови-Курган або Кала-і-Раїм-бай (по імені свого засновника). Скориставшись міжцарів'ям в Бухарі, Абдурахим зробив похід на це ханство, зайняв Самарканд, Катта-Курган, добрався і до Шахрісябза, але обмежився лише тим, що уклав мир з тамтешнім правителем і одружився з його племінницею, після чого повернувся в Ходжент, де і був убитий своїми наближеними (близько 1740 року).
Тим часом іранський шах Надір в 1740 зайняв Бухару і вигнав кокандців з Самарканду.
Брат і наступник Абдурахима — Абдукарим-бій — остаточно оселився в Позови-Кургані, який з цього тільки часу (1740) отримує назву Коканду.
Після смерті Абдукарима його наступником був проголошений син Абдурахима — Ірдана-бій, померлий в 1778 році, після чого правителем став його двоюрідний брат Сулейман, убитий через 3 місяці. Тоді правителем Фергани проголошений був Нарбута-бій, онук Абдукарім-бія і син Абдурахман-бека, владетеля міста Ісфари, хоча Нарбута-бій спочатку і відхиляв від себе цей не зовсім безпечний тягар.
Абд аль-Карім, Ірдана-бій і Нарбута-бій розширили територію Кокандского володіння. Однак і Ірдана-бій, і Нарбута-бій були змушені вступити в дипломатичні зносини з імперією Цин, що проводила експансію щодо володінь, суміжних з освіченим в 1760 році намісництвом Синьцзян, що, за нормами цинського дипломатичного етикету розцінювалося як визнання васальної залежності (при цьому подарунки від правителів Коканду розглядалися імператором Цяньлун як данина від васалів) стосовно Китаю в 1774—1798 роках.

### Експансія

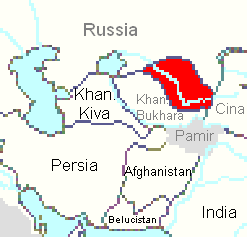
Кокандське ханство

Син Нарбута-бія, Алімхан, використовуючи таджицьких горців, завоював західну половину Ферганської долини, включаючи Ходжент і Шаш (Ташкент). Щоб затвердити свою державу Алімхан усунув суперників, а потім жорстокістю прагнув посилити свою владу, за що був прозваний «Залім» (тиран) і «шир-гаран» (лютий тигр). Все своє царювання він провів у війнах з беками найважливіших міст, завоював Чимкент, Сайра, Курям і навіть Ташкент, 15 разів ходив на Ура-Тюбе, який ще з часу Ірдана-бія служив яблуком розбрату між кокандцями і бухарцями. Але саме війни згубили Аліма. Народ не міг довго виносити войовничих нахилів властолюбного хана, і в 1809 році він був убитий прихильниками свого брата Умар-хана. Поет у душі і покровитель поетів і вчених, Умархан, мабуть, схильний був більше до мирного, ніж до військового життя; принаймні з Бухарою він не бажав сваритися. Він був улюбленцем народу і багато дбав про зовнішню пишність своєї влади. Але і правління Умара ознаменувалося розширенням володінь Кокандского ханства.
У 1821 Умар-хан помер і на престол вступив його 12-річний син Мадан-хан (Мухаммед-Алі). Під час його правління ханство займало найбільшу площу, підпорядкувавши собі племена сучасних територій Північної Киргизії і Південного Казахстану. Для забезпечення контролю за цими землями в 1825 році були засновані фортеці Бішкек і Токмак. Він поширив свою владу на памірські володіння Каратегін, Куляб, Дарваз, Рошан і Шугнан, і у Кашгарі підтримував ходжу проти китайців.

### Смута
Помилками в управлінні Мадан-хана скористалася незадоволена партія, яка звернулася до бухарського еміра Насрулли з проханням звільнити країну від злочинного хана. Насрулла з'явився під стінами Коканду; Мадан-хан був убитий, а Кокандське ханство стало бухарською провінцією (1842), проте кокандці, які обрали ханом двоюрідного брата Умар-хана, Шералі, незабаром скинули його.
Під час цієї боротьби на перший план у державі висунувся кипчак Мусульманкул. Шералі-хан виявився правителем добрим, але при ньому посилилася ворожнеча між кипчаками і осілими сартами, яка існувала здавна і вже раніше нерідко призводила до зіткнень. Вся подальша історія ханства полягає, головним чином, у кривавій боротьбі сартів і кипчаків і будь-яка перемога супроводжувалася нещадним побиттям переможених. Мусульманкул роздавав всі видні посади кипчакам, які і почали господарювати в країні, утискаючи і б'ючи сартів. Скориставшись перебуванням Мусульманкула за Ошем, сарти призвали на ханство Мурад-бека, сина Алім-хана, і вбили Шералі-хана (1845). Мусульманкул поспішив в Коканд, вбив Мурад-хана, процарював лише 11 днів, і звів на престол 16-річного Худаяра, молодшого з 5 синів Шералі-хана, сам же став регентом. Тяготячись опікою Мусульманкула, Худояр-хан став опорою просартской партії, повалив Мусульманкула і стратив його в 1852 році. Це подія закінчилася повальним винищенням кипчаків.
У 1858 Малабек, ображений на Худаяр-хана, прибув у Кара-Суу і попросив допомоги у киргизів, що знайшло розуміння у родових правителів Асана-бія і Алимбека-дадхі, які разом зі своїми людьми надали йому підтримку. У підсумку цієї боротьби Худаяр-хан позбувся влади, а на трон сів його зведений брат Малла-хан (1858—1862). Алімбеков-дадха (1858—1862) під час правління Малла-хана був наділений необмеженою владою і мав великий вплив. Проте 24 лютого 1862 року Алімбеков-дадха, Алімкул-ешік-ага і підтримуючі їх киргизи вбивають Малла-хана і замість нього садять на трон одного з онуків Шерали-хана — Шахмурадов. Алімбеков-дадха (чоловік Курманджан датки) протягом короткого періоду офіційно став головним візиром і правил всім ханством від імені Шахмурадов. Але в тому ж році і сам Алимбека-дадха був убитий своїми ворогами при дворі.
Після смерті Алімбеков в 1863, 9 червня, не без допомоги мулла Алимкула (виходець з киргизько-кипчакского племені) неповнолітній син Малла-хана Султан Сейіт був проголошений ханом, і фактична влада в ханстві в 1863—1865 перейшла аталик Алімкулу. У тому ж році він отримав титул «Амір лашкері». Худояр-хан скористався цими заворушеннями і за сприяння бухарського еміра, Музаффара, оселиться було в Коканде, але незабаром вигнаний був Алімкулом і знову втік до Бухари. Коли ж Алімкул загинув у битві з росіянами під Ташкентом (1865), бухарський емір знову з'явився з військом у Коканд, посадив від себе ХУДОЯР му, але на зворотньому шляху був розбитий російськими під Ірджаром, а наступне потім заняття Ура-Тюбе і Джизак (1866) відрізало Кокандское ханство від Бухари. Смути полегшували твердження російської влади в тій частині Туркестану, яка входила до складу Кокандского ханства.

### Конфлікти з Російською імперією
Див. також: Середньоазійські володіння Російської імперії
Двосторонні зв'язки між Російською імперією і Кокандским ханством розвивалися досить складно і носили в основному конфронтаційний характер. При цьому ініціатива їх різкого погіршення належала, на думку узбецьких істориків, середньоазійській державі. Внаслідок гострої внутрішньополітичної боротьби в ханстві на престолі часто — перебували угрупування, войовничо налаштовані відносно Росії. Тому російські купці гнобилися кокандською адміністрацією, через що часто зазнавали збитків.
Крім того, кокандці стали претендувати на верховенство в казахських аулах Середнього Жуза, жителі яких ще на початку 1740-х років присягнули на вірність російській державі. Так, у 1831—1834 роках колишній російський підданий казахський султан Саржан Касимов умовив кокандского хана дати йому військові загони, за допомогою яких він став здійснювати грабіжницькі набіги на кочовища казахів Середнього Жуза. На річці Сари-Су Касимов побудував два укріплення, але зазнав поразки від царських військ і змушений був сховатися в Коканді. У травні 1834 за наказом кокандского правителя ташкентський беклярбек разом з тим же Касимовим у супроводі шеститисячної армії рушив на казахські аули Середнього Жуза і дійшов до річки Ішим. При цьому в степ для організації антиросійської пропаганди було надіслано близько 100 агітаторів. Однак підняти народ на повстання кокандским ватажкам не вдалося. Вони зміцнилися у фортеці Улутау, але, дізнавшись, що з Акмолинської вийшов російський військовий загін, залишили гарнізон у місті, а самі втекли назад в Ташкент.
На початку 1850-х ще один військовий похід в казахські кочовища Середнього Жуза організував ташкентський беклярбек Мірзаахмед, але знову зазнав невдачі.
Агресивні акції кокандської і хивінської влади (Хіва також прагнула до гегемонії в регіоні) дорого обійшлися Росії. Підбурювані середньоазійськими правителями, кочові племена нападали на прикордонні селища (аули) Російської імперії, гнали худобу і коней, а також людей, яких згодом продавали в рабство. Кокандські хани, крім того, будь-що прагнули захопити в полон російських солдатів, яких використовували для навчання власного війська. Тому в 20-30-х роках колишня ліберальна політика російської влади по відношенню до казахських племен, найбільш характерна для часу царювання Катерини II, коли кочівникам були дані економічні пільги, виділялися кошти на побудову мечетей, шкіл, караван-сараїв, а також видання мусульманських книг, була відсунута на задній план. У силу сформованих обставин в цей період упор був зроблений на адміністративно-військові заходи. Для цього царським урядом було вжито заходів з обмеження влади кочових родоначальників, посилені гарнізони прикордонних фортець.
Так поступово були утворені Оренбурзька і Західно-Сибірська, а згодом Сир-Дарьїнська прикордонні лінії. На початок 1860-х років крайні пункти цих ліній (селище Яни-Курган на правобережжі Сирдар'ї і фортеця Пишпек в Семиріччі) перебували вже у складі Російської держави. «Розрив», через який в російські володіння проникали розбійні загони, в Петербурзі вирішили ліквідувати. Військово-політичним керівництвом Російської імперії ухвалено рішення про об'єднання прикордонних ліній.
З 1855 киргизькі і казахські племена, підлеглі ханству, стали переходити в російське підданство, не в силах терпіти свавілля і беззаконня кокандских намісників. Це призвело до збройних конфліктів ханства з російськими військами, в 1850 році була здійснена експедиція за річку Або, з метою зруйнувати Таучубек, що слугував опорним пунктом для кокандських сил, але оволодіти ним вдалося лише в 1851 році, а в 1854 році на річці Алмати побудовано укріплення Вірне і весь Заїлійський край увійшов до складу Росії. З метою ж огорожі казахів, російських підданих, оренбурзький військовий губернатор Обручов побудував в 1847 році укріплення Раїмське (згодом Аральське), поблизу гирла Сирдар'ї, і запропонував зайняти Ак-Мечеть.
У 1852, з ініціативи нового оренбурзького губернатора Перовського, полковник Бларамберг, із загоном в 500 чоловік, зруйнував дві кокандських фортеці Кумиш-Курган і Чім-курган та штурмував Ак-Мечеть, але цей штурм був відбитий.
У 1853 Перовський особисто з загоном у 2767 осіб, при 12 гарматах рушив на Ак-Мечеть, де було 300 кокандців при 3 гарматах, і 27 липня взяв її штурмом; Ак-Мечеть незабаром перейменована була у Форт-Перовський. У тому ж 1853-му кокандці двічі намагалися відбити Ак-Мечеть, але 24 серпня військовий старшина Бородін, з 275 людьми при 3 гарматах, розсіяв при Кум-Суата 7000 кокандців, а 14 грудня майор Шкуп, з 550 людьми при 4 гарматах, розбив на лівому березі Сира 13 000 кокандців, що мали 17 мідних гармат. Після цього уздовж нижнього Сиру було зведено ряд укріплень (Казалінськ, Карамакчі, з 1861 року Джулек).
У 1860 західносибірське керівництво спорядило, під керівництвом полковника Циммермана, невеликий загін, який зруйнував кокандскі укріплення Пишпек і Токмак. Кокандці оголосили священну війну (газават) і в жовтня 1860 зосередилися, в кількості 20 000 осіб, в укріпленні Узун-Агач (60 км від Вірного), де були розбиті полковником Колпаковським (3 роти, 4 сотні і 4 гармати), що взяли потім і відновили кокандський Пишпек, де цього разу залишений був російський гарнізон; в цей же час зайнята була росіянами і невелика фортеця Токмак. Влаштуванням ланцюга укріплень з боку Оренбурга вздовж нижньої течії Сирдар'ї, а з боку західного Сибіру вздовж Алатау, російський кордон поступово замикався, але в той час величезний простір близько 700 км залишався ще незайнятим і слугував ніби воротами для вторгнення кокандців в казахські степи.

### Штурм Ташкента
У 1864 вирішено, щоб два загони, один з Оренбурга, інший з західного Сибіру, йшли назустріч один одному, оренбурзький — вгору по Сирдар'ї на місто Туркестан, а західносибірський — вздовж Киргизького хребта. Західносибірський загін, 2500 осіб, під керівництвом полковника Черняєва, вийшов з Вірного, 5 червня 1864, взяв штурмом фортецю Ауліе-ата, а оренбурзький, 1200 осіб, під керівництвом полковника Вєрьовкіна, рушив з Форту-Перовського на місто Туркестан, яке було захоплене за допомогою траншейних робіт 12 червня. Залишивши в Ауліе-Ата гарнізон, Черняєв на чолі 1298 осіб рушив до Чимкенту і, з'єднавшись з оренбурзьким загоном, узяв його штурмом 20 липня. Незабаром відбувся штурм Ташкенту (120 км від Чимкенту), але він був відбитий.
У 1865 із зайнятих територій, з приєднанням території колишньої Сирдар'їнською лінії, утворена була Туркестанська область, військовим губернатором якої призначений був Черняєв.
Чутки, що бухарський емір збирається оволодіти Ташкентом, спонукали Черняєва зайняти невелике укріплення Ніязбек, що займало панівне положення над водами Ташкенту, а потім він із загоном в 1951 осіб, при 12 гарматах, розташувався табором в 8-ми верстах від Ташкенту, де, під керівництвом Алімкула, зосереджено було до 30 000 кокандців, при 50 гарматах. 9 травня Алімкул зробив вилазку, під час якої був смертельно поранений. Смерть його дала обороні Ташкенту невигідний оборот: боротьба партій в місті посилилася, а енергія в захисті фортечних стін ослабнула. Черняєв зважився скористатися цим і після триденного штурму (15-17 травня) взяв Ташкент, втративши 25 чоловік вбитими і 117 пораненими; втрати ж кокандців були дуже значні. У 1866 році зайнятий був і Ходжент. В цей же час Якуб Біг, колишній правитель Ташкенту, втікає в Кашгар, що став на час незалежним від Китаю, і засновує там державу Йєттішар.

### Залежність від Росії

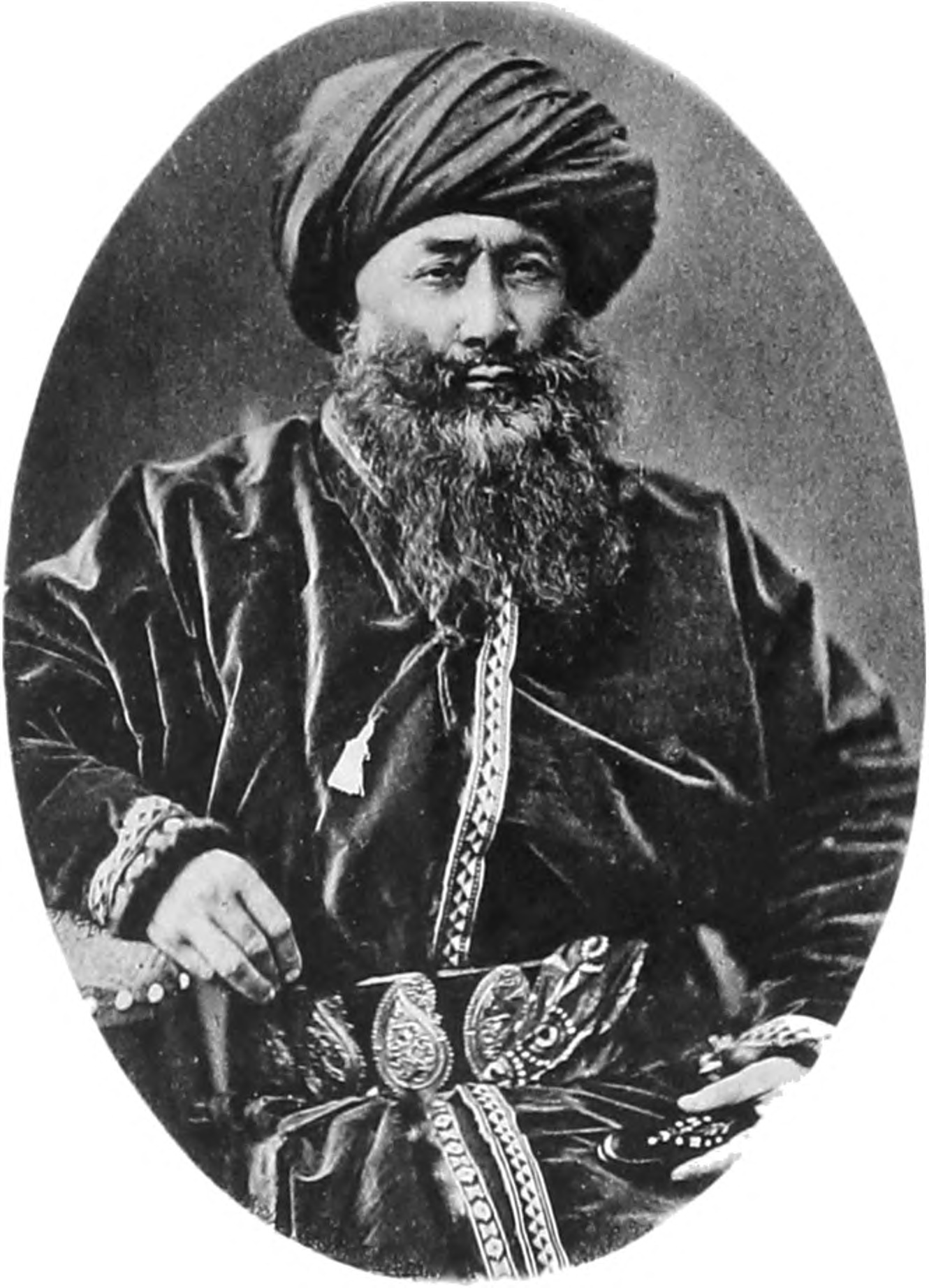
Якуб-бек, командир Ак-Мечети у 1853 році (портрет з однойменної книжки Н. Веселовського)

Відрізаний від Бухари, Худояр-хан прийняв в 1868 запропонований йому генерал-ад'ютантом фон-Кауфманом торговий договір, в силу якого росіяни в Кокандському ханстві і кокандці в російських володіннях набували право вільного перебування та проїзду, мита ж могли бути в розмірі не більше 2,5 % вартості товару. Комерційна угода з Росією 1868 фактично зробило Коканд залежною від неї державою.

### Повстання Насреддін-хана
Протягом декількох років правитель Кокандського ханства Худояр слухняно виконував волю туркестанської влади. За наполяганням Кауфмана, він припинив військові дії проти Бухари через спірні території Каратегіна (вересень 1869 — березень 1870), вислав до Ташкента шахрісабзських беків, які втекли в Коканд після поразки в боротьбі з загоном генерала Абрамова, передав управління Шахрісабзською оазою бухарським вельможам (Серпень 1870).
У 1871 Кауфман впевнено повідомляв у Петербург, що Худояр відмовився «від будь-якої думки ворогувати з нами або перечити нам». Хану навіть вручили діамантові знаки ордена святого Станіслава I ступеня і титул «світлості». Російський дипломат Струве в травні 1870 писав, що Худояр «будує палаци, базари, караван-сараї, розводить сади, задає великі бенкети для частування народу.» Ця ідилічна картина мала дуже мало спільного з дійсністю. Затвердження російської влади на правобережжі Сирдар'ї в її середній і нижній течії, а також в Ташкенті, Ауліе-Ата, Пишпеці та інших містах різко скоротило податкові надходження в ханську скарбницю. Природно, і сам правитель, і його наближені намагалися відшкодувати втрати за рахунок решти підданих і абсолютно розорили їх поборами.
Широке поширення отримав насильницький згін селян на роботи, причому методи застосовувалися вельми суворі. Так, наприклад, одного разу хліборобів, які не прийшли в жнива на прокладання ханських ариків, живцем закопали в землю. У ханстві були введені найнеймовірніші податки: на очерет, на степові колючки, на п'явок, яких виловлювали в ставках … На додаток до всього не отримували платні воїни-сарбази, які просто грабували населення, відбираючи все, що сподобається. Сходознавець А. Кун на початку 1870-х років особливо підкреслював на засіданні Географічного товариства, що в Коканді глибоко «пустила коріння хвороба загального незадоволення проти хана і його наближених». Кауфман неодноразово попереджав Худояра про згубність його курсу, але марно.
Навесні 1873–1874 в Кокандському ханстві неодноразово спалахували заколоти, однак хану вдавалося з ними впоратися. Нерідко повстанці зверталися за допомогою до російської влади, але завжди отримували відмову. Навесні 1875 проти Худояра піднялася навіть кокандська знать. На чолі змови встали: син колись всесильного регента Мусульманкула Абдуррахман Автобачи, мулла Ісса-Ауліе і брат хана, правитель Маргелан Султан-Мурад-бек. Їм вдалося також залучити на свій бік спадкоємця престолу Насреддін-хана.
15 липня 1875 в Коканд прибув російський посол Вейнберг, який їхав до Кашгару у супроводі, М. Д. Скобелєва і конвою з 22 козаків. Два дні потому прийшла звістка, що мулла Ісса-Ауліе і Абдуррахман Автобачи, спрямовані на чолі 4-тисячною війська проти повсталих киргизів, об'єдналися з бунтівниками. Ватажок киргизів Мулла-Ісхак оголосив себе далеким родичем хана Пулат-бека. На бік змовників перейшов і син хана Насреддін, який перебував з 5-тисячним військом в Андижані. Міста Ош і Наманган відкрили їм ворота. 20 липня стало відомо, що бунтівники без бою вступили в Маргелан, всього в 77 км від Коканду, а мулла Ісса-Ауліе закликав народ до газавату проти росіян і їх посібників. Вейнберг відразу ж направив генералу Головачову листа, в якому описував ситуацію і просив вислати для захисту хана загін з Ходжента.
У ніч на 22 липня заколотники підійшли до Коканду. Половина ханського війська відразу ж перейшла на їхній бік разом з другим сином Худояра Мухаммед — Алім-беком. Вранці почалися хвилювання серед городян. Худояр вирішив сховатися під захистом російської влади. На чолі восьмитисячного війська з 68 гарматами і караваном, навантаженим скарбами з казни, він рушив по дорозі в Ходжент. Разом з ханом вирушило і російське посольство: Вейнберг, Скобелєв, 22 козака, 9 купців і 6 казахів-караванників. За шість кілометрів від Коканду хан зупинився, що б дати бунтівникам бій, але все його військо за прикладом інших перейшло на бік противника. З Худояром залишилася лише його свита чисельністю приблизно в 500 осіб та російське посольство. Піддаючись постійним нападам повсталих маленький загін до вечора 23 липня зміг дістатися до території, що контролювалася російськими військами, а наступного дня прибув до Ходжент.
Після втечі Худояра повстання охопило все ханство. Правителем проголосили Насреддіна. Зрозуміло, ні про яке зниження податків він і не думав, але рішуче звинувачував у всіх бідах росіян і відразу ж заявив про необхідність відновити ханство в його старих межах від Ак-Мечеті з одного боку і до Бішкеку — з іншого. Російська адміністрація чудово розуміла, що в даній ситуації зволікати не можна. Вже 23 липня повітовий ходжентський начальник Нольде посадив 50 солдатів 7-го Туркестанського лінійного батальйону на реквізованих у населення коней і вислав цю імпровізовану кавалерію до прикордонної фортеці Махрам. Слідом за цим загоном рушив весь батальйон і дивізіон 2-й артилерійської батареї під загальним командуванням полковника Саврімовіча. Саме наближення цих сил до кордону змусило заколотників відмовитися від переслідування хана і посольства.
Російська адміністрація Ходжента була, втім, теж не в захваті від приїзду ХУДОЯР. Його свита роз'їжджала по місту зі зброєю, та й годувати гостей було накладно. 27 липня 1875 Кауфман, який перебував у форті Вірний, розпорядився по телеграфу відправити ХУДОЯР в Ташкент. Від'їзд був призначений на 5 серпня. Нові правителі Коканду швидко отримали про це інформацію. Залишати поваленого правителя в живих за правилами східної дипломатії не належало, а тому 5 і 6 серпня Кокандское військо чисельністю понад 10 тис. чол. спустилося з гір і захопило кілька селищ на річці Ангрене. Один із загонів кокандців вийшов на Ташкентському-ходжентской тракт, де почав палити поштові станції, захоплюючи в полон ямщиков і проїжджають. Слідували з Ура-Тюбе в Ходжент лікар 2-го лінійного батальйону Петров і прапорщик Васильєв були зарізані, а шестирічна дочка доктора повезена в Коканд. Потрапили в полон їхали з Ташкента до Ходжент два юнкери 2-го лінійного батальйону Клусовскій і Ейхгольм. Хан, який перебував під час цих погромів на станції Пскент дивом уникнув загибелі від рук своїх підданих.
Втім, іноді нападники стикалися із запеклим опором. На поштовій станції Мурза-рабат на тракті з Ташкента до Самарканду ямщіцкіх старостою був відставний солдат 3-го стрілецького батальйону, селянин Псковської губернії Степан Яковлєв. Дізнавшись про наближення кокандців, він закрив і завалив дровами і меблями ворота в станційний двір, а сам засів на що стояла навпроти воріт вишці. Коли кокандців з'явилися до станції відважний ямщик відкрив вогонь з гвинтівки. Майже дві доби одна людина утримував цілий загін. Зрештою кокандців, користуючись чисельною перевагою підпалили станцію. Тоді Яковлєв кинувся на натовп ворогів, роздаючи їм удари прикладом, але був зарубаний. Відсічену голову сміливця відвезли в Коканд. Вже в 1877 р. на місці загибелі Яковлєва була встановлена плита, а в 1895 році — гранітний обеліск з мармуровим хрестом.

### Битва біля Ходжента
Увечері 8 серпня 1875 велика армія кокандців з'явилася під самим Ходжентом. Мулла Ісса-Ауліе розсилав місцевим жителям прокламації, але ті добре пам'ятали погроми, які влаштовували кокандські воїни під час походів на Ташкент, і приєднуватися до газзавату не поспішали. У Ходженті в той час перебували батальйон і дві роти піхоти, повітова команда, сотня козаків і батарея артилерії. 9 серпня ці сили під командуванням полковника Саврімовіча змогли відбити напад 15-тисячного війська противника. 10 серпня прибуло підкріплення з Ура-Тюбе на чолі з майором Скарятіним, яке допомогло відкинути ворога від міських воріт.
12 серпня полковник Саврімовіч на чолі 4 рот, сотні козаків і дивізіону артилерії почав наступ на 16-тисячне кокандськое військо, що знаходилося під командуванням Абдуррахмана Автобачі та стояло поблизу селища Коста-Кола. Влучним артилерійським вогнем противник був відкинутий, після чого піхота заставила його втікати. У той же день в Ходжент прибув з Ташкента 1-й стрілецький батальйон з дивізіоном кінних гармат під командуванням підполковника Гарновского, що замінили захисників Ходжента на найважчих ділянках оборони. Зрозумівши безперспективність подальшої облоги, кокандці відступили від Ходжента.
Генерал-губернатор Кауфман, отримавши в ніч з 6 на 7 серпня звістку про вторгнення кокандських військ, негайно став стягувати в район бойових дій війська. До р. Теля був висунутий загін генерал-майора Головачова. З Ташкента виступила колона підполковника Амінова. До 18 серпня російські війська зосередилися в Ходженті, куди прибув і сам Кауфман. Абдурахман Автобачі з величезною, 50-тисячного армією розташувався недалеко від Ходжента, у фортеці Махрам. 20 серпня Кауфман рушив на супротивника. У битві 22 серпня 1875 кокандці та їх союзники кочівники-киргизи були вщент розгромлені. У бою полягло понад 1200 воїнів Абдуррахмана. Втрати росіян склали 6 осіб убитими. Автобачі втік до Маргелан.

### Мирний договір
26 серпня загін Кауфмана рушив до Коканду. Назустріч йому виїхав Насреддін-хан з проханнями про мир. 30 серпня прийшло покаянного листа і від правителя Маргелан Мурад-бека. Втрачаючи одного союзника за іншим, Абдуррахман Автобачи відступав. У погоню за ним вирушив загін Скобелєва, який включав 6 сотень козаків, дивізіон артилерії, ракетну батарею і дві роти солдатів, посаджених для швидкості пересування на гарби. Всього за 10 годин (з 9 години вечора 8 вересня до 7 години ранку 9 вересня) загін пройшов 72 км і біля селища Мін-Тюбе розгромив ар'єргард війська Абдуррахмана. 10 вересня солдати і козаки вступили в місто Ош. Після всіх поразок прихильники Абдуррахмана стали розбігатися. Незабаром від багатотисячного війська у нього залишилося всього лише 400 воїнів, з якими він метався між Андіжаном і Узкентом.
23 вересня Кауфман підписав з Насреддином мирний договір, складений за типом угод з Бухарою і Хівою. Він передбачав відмову хана від безпосередніх дипломатичних угод з якою-небудь державою, крім Російської імперії. Ряд земель на правому березі Сирдар'ї (так зване «Наманганське бекство») був включений до складу Туркестанського генерал-губернаторства. Керівником цього регіону став М. Д. Скобєлєв. Питання про відновлення на престолі Худояра навіть не піднімалося.

### Заколот Абдуррахмана Автобачи
25 вересня російські війська переправилися через Сир-Дар'ю і зайняли Наманган. Тут Кауфман отримав повідомлення, що в східній частині ханства знову підняли голову заколотники. За пропозицією Автобачи ханом був проголошений киргиз Пулат-бек. Центром зосередження його військ стало місто Андижан. Однак протистояти російським військам він не міг. На початку жовтня російські загони генерал-майора В. Н. Троцького розгромили кінні «збіговиська» киргизів, але не змогли взяти штурмом Андижан.
Тим часом у Коканді почалася нова смута. Підбурювані Абдуррахманом Автобачи жителі напали на ханський палац. Насреддін, подібно до свого батька ХУДОЯР, втік під захист росіян. 10 жовтня 1875 він прибув до Ходжент. Кокандці захопили Наманган і російський гарнізон, сховавшись в цитаделі, ледве змогли відбити штурм. У відповідь, в район Намангана були перекинуті нові російські війська. Очолюваний Скобелєвим Наманганська чинний загін робив відважні рейди в різні райони ханства

### Кінець незалежності Кокандского ханства
У січня 1876 Кауфман, прибувши до Санкт-Петербурга, зміг домогтися в обхід міністерства закордонних справ санкції імператора Олександра II на повну ліквідацію незалежності Кокандского ханства. Про успіх він негайно телеграфував до Ташкента, наказавши Скобелєву негайно почати підготовку до заняття Коканду. 24 січня цілком подавлений ураженнями Абдуррахман здався. Тепер можна було прийматися і за ханську столицю. 2 січня Кауфман направив нову телеграму генералу Г. А. Колпаковській з наказом починати наступ на Коканд. Одночасно таку ж телеграму Скобелєв, що стояв у Намангані, отримав від генерала Троцького. Злі язики згодом стверджували, що на телеграмі Троцького була приписка «Миша, не зівай!» Так чи інакше, першим до Кокандом поспів саме Скобелєв, пройшовши за день понад 80 км.
Столиця Коканд здалася майже без бою. Цього разу самостійність Кокандского ханства була ліквідована повністю. Його територія була включена до складу Туркестанського генерал-губернаторства як Ферганська область. Військовим губернатором краю став М. Д. Скобелєв. Абдуррахман Автобачи був висланий до Росії, а от замішаного в багатьох жестокостях Пулат-бека стратили в Маргелане, на тій самій площі, де він розправлявся з російськими полоненими.

### Кокандское ханство в складі Російської імперії
Після завершення війни з Кокандом, в Середній Азії настав період мирного перепочинку.
26 листопада 1876 спеціально для учасників військової операції в Кокандському ханстві імператор Олександр II заснував державну нагороду — медаль «За підкорення Ханства Кокандського».
У 1877 Російська імперія вступила у війну з Туреччиною, що, природно, відсунуло «туркестанські справи» на другий план. Тому основні зусилля місцевої влади були зосереджені на організації науково-дослідних і розвідувальних експедицій. У 1878 р. академік Міддендорф здійснив поїздку по Фергані, а капітан-лейтенант Брюхов піднявся на пароплаві вгору по Амудар'ї до Ходжа-салі. Було також організовано кілька експедицій в Афганістан, викликаних, як говорилося в офіційному звіті, «політичними резонами».
Землі Кокандского ханства увійшли до Ферганської та Сирдар'їнської областей спочатку Оренбурзького генерал-губернаторства а пізніше Туркестанського генерал-губернаторства Російської імперії.

### Кокандська автономія1917—1918
У грудні 1917 — лютому 1918 року на території колишнього Кокандского ханства існувало невизнана держава Туркестанська автономія. Уряд очолив казах Мустафа Чокан. Його уряд підтримали англійці, проте через 3 місяці, 22 лютого 1918 року, він був повалений більшовиками спільно з дашнаками.

## Державний лад
На чолі держави перебував хан. Він був оточений найвищою феодальною знаттю та чиновниками. Найближчою довіреною особою до хана був мінг-баші (тисяцький). Високими посадами вважалися пости скарбника, військового міністра, начальника поліції і т. д. При хані була рада, що складалася з наближених до хана сановників, що обговорювала питання життя і діяльності ханства. На громадське та політичне життя ханства великий вплив мало мусульманське духовенство. Глава духовенства брав участь в обговоренні питань на ханській раді, його думка у всіх питаннях вважалася найбільш авторитетною.
Правителі на місцях називалися беками і хакімами. На особливому положенні знаходився правитель Ташкенту. Він призначався безпосередньо ханом і носив титул Беклара-бегі (бек беків). У кишлаках адміністративна влада була представлена аксакалами (старостами). За поведінкою жителів і дотриманням ними норм шаріату стежили мух-тасіби. Поліцейські (курбаші) підпорядковувалися бекам і хакімам. Армія складалася з кінних і піших воїнів. У необхідних випадках створювалося ополчення.
Судова влада знаходилася в руках казіїв на чолі з головним суддею — кази-калоном. На ці посади, як правило, призначали представників духовенства як знавців шаріату. Справи вирішувалися на основі шаріату або, точніше, все залежало від судді, від його тлумачення або розуміння норм шаріату, що створювало величезні можливості для суддівського свавілля. Широко застосовувалися смертна кара і тілесні покарання.

## Правителі Кокандского ханства
- Алтун-Бішік Мінг Кутлуг-хан танграм-Яр Худояр I Султан (1512—1545), син Бабура тимуридів і жінки Сейдафак, одружений з Кутли-хан Мінг, бій міста ахси: 1528—1545
- Танграм-Яр Худояр II Ілик-Султан (1537—1610), син Алтун-Бішік Мінга, бій міста ахси: 1545—1597, бій міста Фергани: 1597—1610
- Яр-Мухаммед, син танграм-Яр ХУДОЯР II, бій міста Фергани: 1610—1615, вигнаний до Індії до Бабурідам
- Абу аль-Касім (Султан-Кучак-бій) (1606—1625), син Мухаммед-Аміна (вигнаного в Бухару) і онук танграм-Яр ХУДОЯР II, бій міста Фергани: 1615—1625
- Убайдулла (Султан-Асил-бій) (1622—1662), син Абу аль-Касіма, бій міста Фергани: 1625—1662
- Джамаш-бій (Шах-Маст-бій), син Убайдулла, бій міста Фергани: 1662—1677
- Шахрух-бій I (1638—1694), син Джамаш-бія, бій міста Фергани: 1677—1694
- Рустем Хаджі-Султан, син Шахруха I, бій міста Фергани: 1694—1701
- Пазиль-аталик, син Рустем Хаджі-Султана, бій в місті Риштан: 1701—1704, поділив країну зі своїм братом Ашур-Кулом. Вбито
- Ашур-Кул, син Рустем Хаджі-Султана, бій в місті ахси: 1701—1704, поділив країну зі своїм братом Пазиль-аталик. Вбито
- Шахрух-бій II Ведмідь, син Ашур-Кул Шахмаст-бія, бій племені Мінг, аталик держави Аштарханідов, бій міста Фергани: 1704–1710, суверенний бек Коканду 1710–1721
- Абдурахим-бій, син Шахрух-бія II, бій племені Мінг та бек Коканду: 1721—1733. У 1721—1732 рр. правив з кишлаку Дикан — Тода, в 1732 р. побудував м. Коканд, який став столицею. Вбито
- Абдукарим-бій, син Шахрух-бія II, бій племені Мінг та бек Коканду: 1739—1750, правив в Коканді.
- Шади-бій, син Шахрух-бія II, бій племені Мінг та бек Коканду: (1739—1748), правил у Маргелане. Вбито
- Сулейман-бек, син Шади-бія, бій племені Мінг та бек Коканду: (1748—1778), правил у Маргелане. (1 раз)
- Низам ад-Дін Мухаммад Баба-бій, син Абд ар-Рахім-бія, бій племені Мінг та бек Коканду: 1751—1752
- Ірдана-бій, син Абд ар-Рахім-бія, бий племені Мінг та бек Коканду: 1752—1769 (1765—1778), правил у Коканде. Вбито
- Сулейман-бек, син Шади-бія, бий племені Мінг та бек Коканду: 1769—1770 (1778—1778), правил у Коканде 3 місяці. (2 раз). Вбито
- Нарбута-бій, син Абд ар-Рахмана онук Абд ар-Керім-бія, бий племені Мінг та бек Коканду: 1770—1798 (1778—1807)
- Алімхан, син Нарбута-бія, 1 хан Коканду: 1798—1809 (1807—1816). Вбито
- Сайид Мухаммед Умар-хан, син Нарбута-бія, хан Коканду: 1809—1822 (1816—1821)
- Сайид Мухаммад Аліхан (Мадай-хан) (1809 — апр.1842), син Сайид Мухаммед Омар-хана, хан Коканду: 1822—1842 (1821 — апр.1842). Вбито
- Султан-Махмуд (? — квит.1842), син Сайид Мухаммед Омар-хана, хан Коканду: (апр.1842 — апр.1842). Вбито
- Насрулла-хан, Бухарський хан, хан Коканду: (5 апр. 1842 — 18 апр. 1842)
- Ібрагім Ганьбив-Парваначі, намісник Бухарського хана, хан Коканду: (18 апр.1842 — червень 1842)
- Сайид Мухаммед Шир-Алі-хан (1792—1845), син Хаджі-бія онук Абд ар-Рахмана правнук Абд ар-Керім-бія, хан Коканду: червень 1842—1845. Вбито
- Саримсаков-хан (? — 05.02.1845), син Сайид Мухаммед Шир-Алі-хана, хан Коканду: 1845—1845. Вбито
- Мурад-хан, син Алім-Хана, хан Коканду: 1845—1845 (11 днів). Вбито
- Сайид Мухаммед Худояр-хан III, син Сайид Мухаммед Шир-Алі-хана, хан Коканду: 1845—1851 (1 раз)
- Абдулла-бек, далекий родич Худояр-хана III, хан Коканду: 1851—1851 (кілька днів)
- Сайид Мухаммед Худояр-хан III, син Сайид Мухаммед Шир-Алі-хана, хан Коканду: 1851—1858 (2 раз)
- Сайид Бахадур Мухаммед Малля-хан, син Сайид Мухаммед Шир-Алі-хана, хан Коканду: 1858—1862. Вбито
- Султан Шах-Мурад-хан, син Саримсаков-хана, хан Коканду: 1862—1862
- Сайид Мухаммед Худояр-хан III, син Сайид Мухаммед Шир-Алі-хана, хан Коканду: 1862—1862 (1 місяць) (3 раз)
- Світ Музаффар ад-дін Хан, Бухарський хан, хан Коканду: 1862—1862 (1 місяць) (1 раз)
- Алім-Кул, хакім (тобто губернатор) Маргелан, хан Коканду: 1862—1862 (1 місяць) [джерело не вказано 509 днів]
- Сайид Мухаммед Худояр-хан III, син Сайид Мухаммед Шир-Алі-хана, хан Коканду: 1862—1862 (4 раз)
- Календер-бек, син Сайид Мухаммед Алі-хана, хан Коканду: 1862—1862 (1 місяць). правил у Чуст. Вбито
- Світ Музаффар ад-дін Хан, Бухарський хан, хан Коканду: 1862—1863 (2 раз)
- Мухаммед Султан-Сеїд-хан, син Сайид Бахадур Мухаммед Малля-хана, хан Коканду: липень 1863 — червень 1865. Вбито
- Хайдар-бек (Худай-Кул-бек/Бельбакчі-хан), син Шахруха онук Алім-Хана, хан Коканду: червень 1865 — липень 1865
- Сайид Мухаммед Худояр-хан III, син Сайид Мухаммед Шир-Алі-хана, хан Коканду: липень 1865 — 22.07.1875 (5 разів)
- Насир ад-дін-хан, син Сайид Мухаммед Худояр-хана III, хан Коканду: 22.07.1875 — 09.10.1875 (1 раз)
- Пулат-хан, син Алім-Хана, хан Коканду: 09.10.1875 — 28.01.1876. Вбито
- Насир ад-дін-хан, син Сайид Мухаммед Худояр-хана III, хан Коканду: 28.01.1876 — 19.02.1876 (2 раз)

У 1876 році Кокандское ханство перестало існувати.